# Czersk (Masowien)
Czersk ist  ein Ort an der Weichsel in der Gemeinde Góra Kalwaria in der Woiwodschaft Masowien in Polen. Von 1313 bis 1413 wurde Masowien von Czersk aus regiert. Zuvor war die Hauptstadt Płock, danach Warschau. Czersk erhielt 1350 Stadtrechte, die 1870 aberkannt wurden.

## Geschichte

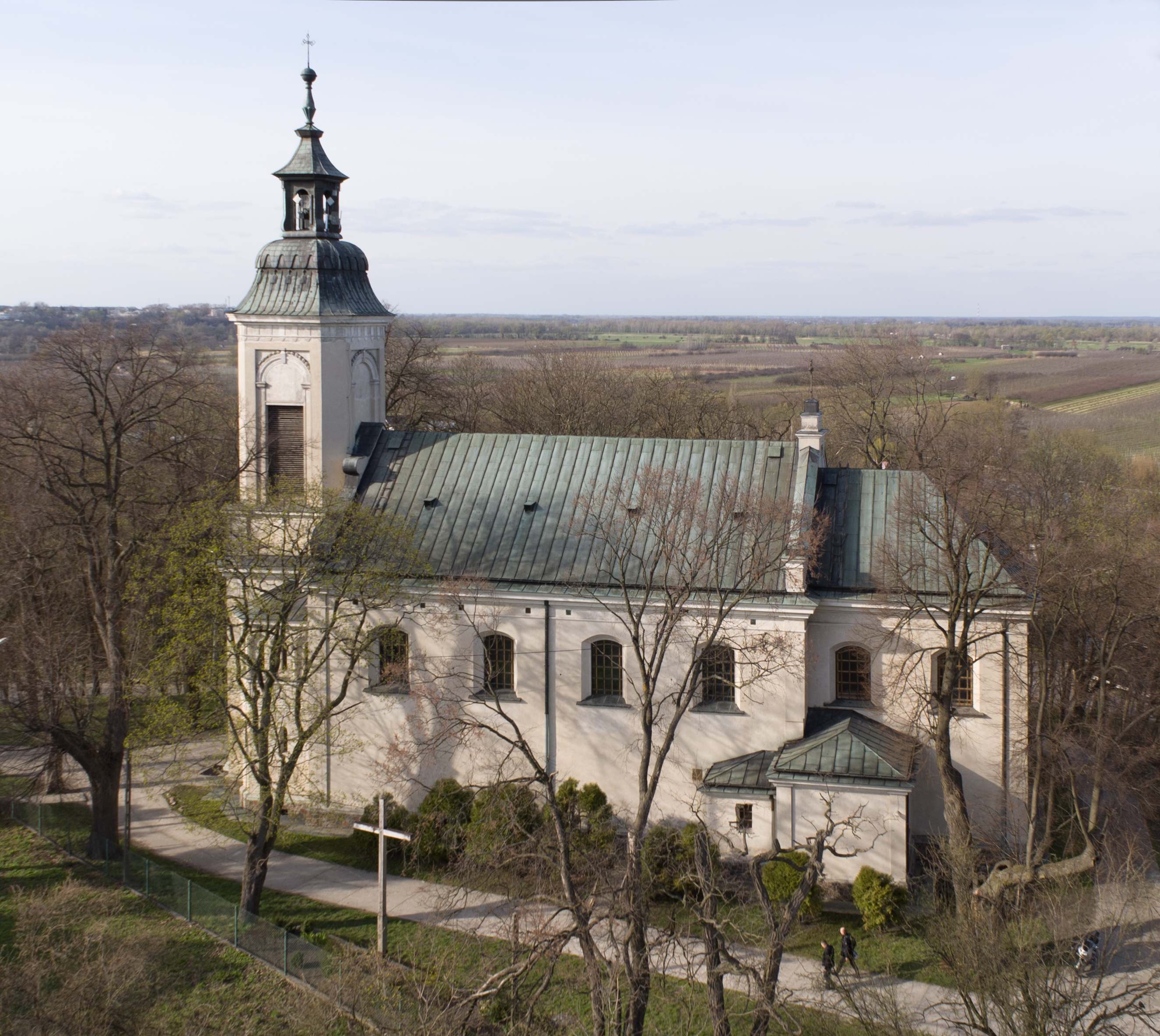
Neobarocke Kirche in Czersk

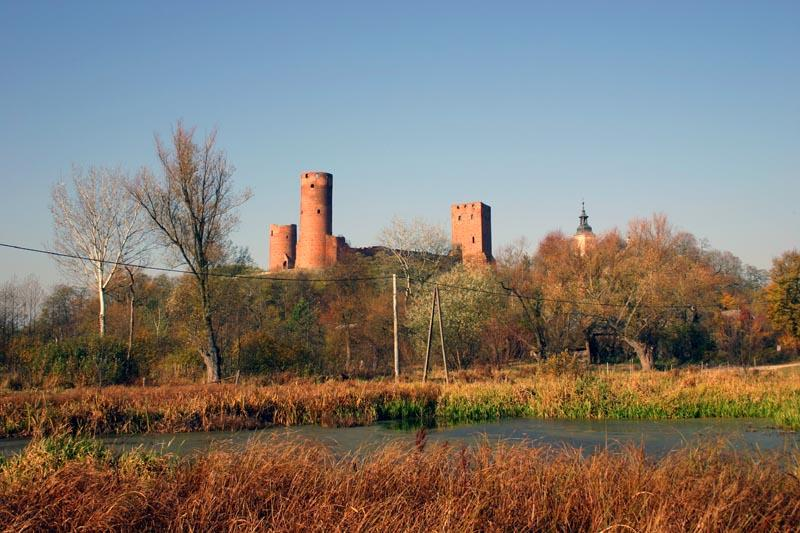
Blick von der Weichsel auf die Burgruine und den Turm der Kollegiatkirche

Südlich von Siedlungen aus dem 7. bis 8. Jahrhundert wurde im 11. Jahrhundert eine Burg errichtet. Die älteste Erwähnung findet sich als Чьрньскъ (Čьrnьsk, Tsch(i)rn(i)sk) in der Laurentiuschronik, einer Abschrift der russischen Nestorchronik. Im 12. Jahrhundert wurde die Burg Sitz eines Kastellans und 1252 der eines dem Bistum Posen unterstehenden Erzdiakonats. Im selben Jahrhundert wurde es Sitz der Herzöge von Masowien. 1350 erhielt der Ort Stadtrecht, das 1386 als Kulmer Recht bestätigt wurde. Um 1400 wurde die Burg erweitert und schlossartig ausgebaut. Trotz des Aufstiegs des nahen Warschau hatte Czersk noch eine Zeit lang als Residenz Bedeutung, fiel dann aber doch zurück. 1870 entzog die damalige russische Verwaltung dem Ort, wie vielen Orten in Polen, das Stadtrecht. Aus seiner Glanzzeit ist die monumentale Ruine der Burg erhalten geblieben. Die Kollegiatkirche wurde 1805/06 durch einen neobarocken Neubau ersetzt. Die Wandmalereien in der Kirche schuf Otto Linnemann aus Frankfurt, Entwürfe hierzu befinden sich im Linnemann-Archiv.